# Chad Smith
Chad Smith (Saint Paul (Minnesota), 25 oktober 1961) is de drummer van de Amerikaanse rockband Red Hot Chili Peppers. Daarnaast speelt Smith geregeld met andere bands en artiesten. Zo maakt hij deel uit van de supergroep Chickenfoot en heeft hij de funkband Chad Smith's Bombastic Meatbats opgericht.

## Biografie

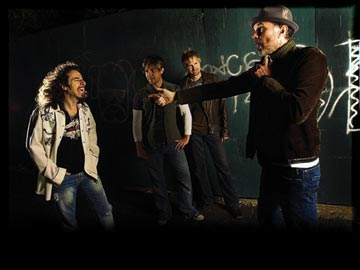
Chad Smith's Bombastic Beats, met rechts Smith (met hoed op)

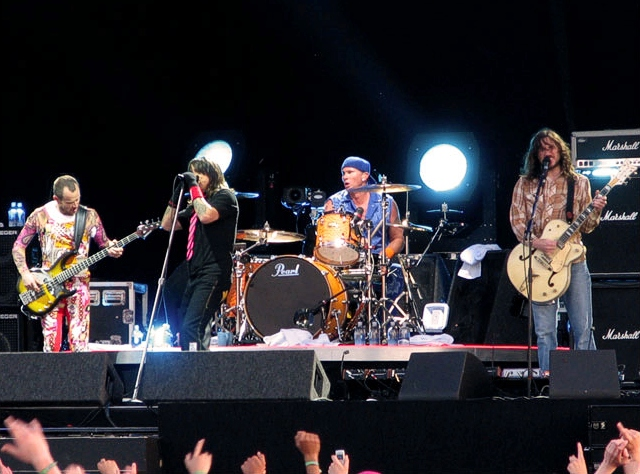
Red Hot Chili Peppers tijdens een optreden op Pinkpop in 2006, met Smith als derde van links

Smith groeide op in Bloomfield Hills in Michigan, waar hij les kreeg aan de Andover High School en de Lahser High School. Aan deze laatste school behaalde hij in 1980 zijn diploma. In de tijd dat hij nog op school zat, liep hij van huis weg. Nadat hij weer thuiskwam, stuurde zijn moeder hem naar een kostschool. In die tijd had hij verschillende baantjes en speelde hij in diverse bands. Zo maakte hij in het begin van zijn muzikale carrière deel uit van achtereenvolgens Rockin' Conspiracy, Tilt en Terence. In 1982 speelde hij met Larry Fratangelo in de band Pharaoh. Later verhuisde hij naar Californië, waar ook zijn broer woonde, en ging hij naar Los Angeles, waar hij auditie deed voor de Red Hot Chili Peppers. Hij verving Jack Irons, die in 1988 de band verliet na het overlijden van Hillel Slovak.
In 1993 bracht hij een instructievideo uit voor beginnende drummers met als titel Red Hot Rhythm Method. Smith staat vermeld in het Guinness Book of Records als degene die het grootste drumstel ter wereld bespeelt, bestaande uit 308 onderdelen.
Samen met Michael Angelos en Dave Navarro, met wie hij speelde bij de Red Hot Chili Peppers, vormde Smith in de jaren negentig korte tijd de groep Honeymoon Stitch. Zij maakten in 1995 een cover van het nummer "Day of the Lords" van Joy Division en een remix van een nummer van Traci Lords.
Smith werkt veel samen met voormalig Deep Purple-bassist Glenn Hughes: sinds het album Songs in the Key of Rock (2003) drumde hij op elk soloalbum van Hughes. Op het album Soul Mover uit 2005 speelt Smith voor het eerst op alle nummers mee. Op dit album, dat gedeeltelijk door Smith werd geproduceerd, speelden onder anderen Dave Navarro en John Frusciante van Red Hot Chili Peppers mee.
In 2008 begon Smith in een club van Sammy Hagar te jammen met een aantal muzikanten. Uit deze jamsessies met Hagar, Michael Anthony en Joe Satriani kwam de band Chickenfoot voort. Hun eerste gezamenlijke optreden was in Las Vegas. Als toegift na een concert van Hagar speelde de groep het nummer "Dear Mr. Fantasy" van Traffic en een aantal covers van Led Zeppelin. In juni 2009 verscheen het debuutalbum van Chickenfoot.
Rond 2009 werd de instrumentale funkband Chad Smith's Bombastic Meatbats opgericht. Gitarist Jeff Kollman, keyboardspeler Ed Roth en Smith speelden geregeld met Hughes. De band ontstond tijdens een soundcheck voor een van Hughs concerten. Chown voegde zich vervolgens als vierde muzikant bij de band. In oktober 2009 verscheen de eerste plaat, Meat the Meatbats.
Smith nam in 2010 met acteur Dick van Dyke en schrijver Leslie Bixler het album Rhythm Train op. Op dit album, dat op 21 juni 2010 voor het eerst werd uitgegeven, staat muziek voor kinderen. Een gedeelte van de opbrengsten van deze cd werd geschonken aan een goed doel.
Op de in 2019 door het tijdschrift Rolling Stone gepubliceerde ranglijst van 100 beste drummers in de geschiedenis van de popmuziek kreeg Chad Smith de 64e plaats toegekend.

## Persoonlijk leven
Smith trouwde in 1994 met boksster Maria St. John, met wie hij een dochter kreeg. Smith en Maria scheidden van elkaar en in mei 2004 trouwde Smith met een architecte, genaamd Nancy Mack. Met haar kreeg hij drie zonen.

## Instrumentarium
Het drumstel dat Smith gebruikt bestaat uit trommels van het merk Pearl en bekkens van het merk Sabian. Smith ontwierp zelf bekkens, de Chad Smith Explosion Cymbals, Holy China en drumstokken, de Chad Smith Funkblaster Sticks.
Van 1999 tot 2007 heeft Chad Smith twee drumstellen gebruikt:
| Stadium Arcadium (2006 - 2007)                                                             |
| ------------------------------------------------------------------------------------------ |
| Pearl Masters MMX 4ply Maple Drums & Sabian Cymbals                                        |
| Drumstel – Custom CeeLight Finish                                                          |
| 12×10" Rack Tom                                                                            |
| 14×14" Floor Tom                                                                           |
| 16×16" Floor Tom                                                                           |
| 14×5½" Yamaha Jimmy Chamberlin Signature Snare                                             |
| 14×5" Pearl Masters Snare                                                                  |
| 24×16" Bass Drum                                                                           |
| Bekkens – Sabian                                                                           |
| 14" AAX-Celerator hihats                                                                   |
| 21" AA Rock Ride                                                                           |
| 19" AA Medium Crash                                                                        |
| 20" AA Rock Crash                                                                          |
| 10" AA Splash                                                                              |
| 20" AA China                                                                               |
| 19" AAX-Treme China                                                                        |
| Hardware - Pearl 1000 Series                                                               |
| C1000 Straight Cymbal Stand (3x)                                                           |
| B1000 Boom Cymbal Stand                                                                    |
| H1000 hihat Stand                                                                          |
| S1000 Snare Stand (2x)                                                                     |
| T1000 Double Tom Stand                                                                     |
| 2000C Pearl Eliminator Bass Pedal (met Vater klopper)                                      |
| CH80 Cymbal Arm                                                                            |
| PPS 37 Cowbell Holder                                                                      |
| Drumvellen - Remo                                                                          |
| Snare: (14") Boven - Coated Controlled Sound with Black Dot, Onder - Clear Emperor         |
| Toms: (12",14",16") Boven - Clear Emperor, Onder - Clear Ambassador                        |
| Bass Drum: (24") Achter - Clear Powerstroke 4 with Falam Patch, Voor - Ebony Powerstroke 3 |
| Percussie - Latin Percussion                                                               |
| LP 12×7" Red Low Pitch Jam Block                                                           |

| Californication & By The Way Tour (1999 - 2005)                                            |
| ------------------------------------------------------------------------------------------ |
| Pearl Masters MRX 6ply Maple Drums & Sabian Cymbals                                        |
| Pearl Drums - Blue Satin, Peacock Satin or Silver Sparkle                                  |
| 12×10" Tom                                                                                 |
| 14×14" Floor Tom                                                                           |
| 16×16" Floor Tom                                                                           |
| 14×5½" Pearl Sensitone Snare of 14x5" DW Edge Snare                                        |
| 24×16" Bass Drum                                                                           |
| Bekkens - Sabian                                                                           |
| 14" Flat Hats bovenop en 14" AA Hats onderop                                               |
| 18½" Chad Smith Explosion Crash                                                            |
| 20½" Chad Smith Explosion Crash (in latere jaren gezien als 22" AA Rock Crash)             |
| 21" AA Rock Ride of 21" Ed Shaugnessy Ride                                                 |
| 10" AA Splash                                                                              |
| 19" AAX Chinak                                                                             |
| Hardware - Pearl en DW                                                                     |
| Pearl                                                                                      |
| TH98S Tom Arm (kort)                                                                       |
| B855W Boom Cymbal Stand                                                                    |
| C855W Straight Cymbal Stand (4x)                                                           |
| 855W Snare Stand                                                                           |
| P2000B Eliminator Bass Drum Pedal                                                          |
| PPS 37 Cowbell Holder                                                                      |
| DW                                                                                         |
| Delta 5000 hihat Stand                                                                     |
| 9100 Drum Throne                                                                           |
| Drumvellen - Remo                                                                          |
| Snare: (14") Boven - Coated Controlled Sound with Black Dot, Onder - Clear Ambassador      |
| Toms: (12",14",16") Boven - Clear Emperor, Onder - Clear Ambassador                        |
| Bass Drum: (24") Achter - Clear Powerstroke 4 with Falam Patch, Voor - Ebony Powerstroke 3 |
| Percussie - Pearl en Latin Percussion                                                      |
| LP 12×7" Jam block low pitch red                                                           |
| 8" Pearl Afro Cowbell                                                                      |

## Discografie (selectie)
| Album met eventuele hitnotering(en) in de Nederlandse Album Top 100 | Datum van verschijnen | Datum van binnenkomst | Hoogste positie | Aantal weken | Opmerkingen              |
| ------------------------------------------------------------------- | --------------------- | --------------------- | --------------- | ------------ | ------------------------ |
| Out In L.A.                                                         | 10-11-1994            | 26-11-1994            | 94              | 3            | met RHCP                 |
| One Hot Minute                                                      | 08-09-1995            | 23-09-1995            | 5               | 18           | met RHCP                 |
| Blue Moon Swamp                                                     | 20-05-1997            | 31-05-1997            | 19              | 15           | met John Fogerty         |
| Californication                                                     | 07-06-1999            | 19-06-1999            | 2               | 114          | Platina / met RHCP       |
| Blood Sugar Sex Magik                                               | 20-09-1991            | 19-02-2000            | 28              | 22           | met RHCP                 |
| By the Way                                                          | 08-07-2002            | 20-07-2002            | 1               | 40           | Goud / met RHCP          |
| Greatest Hits                                                       | 17-11-2003            | 22-11-2003            | 4               | 42           | Verzamelalbum / met RHCP |
| Shadows Collide with People                                         | 23-02-2004            | 06-03-2004            | 83              | 2            | met John Frusciante      |
| Live in Hyde Park                                                   | 23-07-2004            | 31-07-2004            | 4               | 11           | Livealbum / met RHCP     |
| Stadium Arcadium                                                    | 04-05-2006            | 14-05-2006            | 1               | 75           | Platina / met RHCP       |
| Taking the Long Way                                                 | 09-06-2006            | 17-06-2006            | 41              | 19           | met Dixie Chicks         |
| Chickenfoot                                                         | 05-06-2009            | 13-06-2009            | 25              | 10           | met Chickenfoot          |